# سیبرد
سیبرد (انگلیسی: Seaboard) شرکت کشاورزی آمریکایی است، که در سال ۱۹۱۸ تأسیس شد.